# Tenzin Gyatso
Tenzin Gyatso (tiếng Tạng tiêu chuẩn: བསྟན་འཛིན་རྒྱ་མཚོ་; sinh ngày 6 tháng 7 năm 1935) là Đạt-lai Lạt-ma thứ 14, nhà lãnh đạo thế quyền và giáo quyền của Phật giáo Tây Tạng.

## Tiểu sử

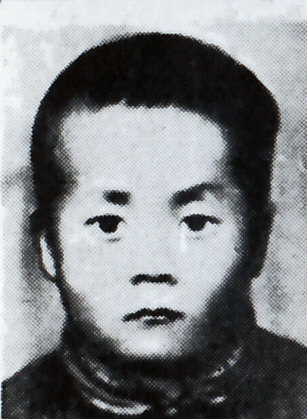
Tenzin Gyatso hồi nhỏ

Sư chào đời tại làng Taktser, vùng Đông Bắc Tây Tạng vào ngày 6 tháng 7 năm 1935 trong một gia đình nông dân. Tên trước khi được thừa nhận trở thành vị Đạt-Lại Lạt ma thứ 14 là "Lhamo Dhondup". Sư được thừa nhận là Đạt-lai Lạt-ma vào năm 2 tuổi theo truyền thống Tây Tạng như là Hóa thân của Đạt-lai Lạt-ma thứ 13, cũng là hiện thân của Bồ Tát Quán Thế Âm, hiện thân của lòng từ bi.
Theo tôn giáo của người Tây Tạng, Đạt-lai Lạt-ma là hiện thân lòng từ của chư Phật và Bồ Tát, người chọn con đường tái sinh trở lại kiếp người để cứu giúp chúng sanh. Danh hiệu Đạt-lai Lạt-ma cũng được hiểu là Hộ Tín, "Người bảo vệ đức tin", Huệ Hải, "Biển lớn của trí tuệ", Pháp vương, "Vua của Chánh Pháp", Như ý châu, "Viên bảo châu như ý"...
Đạt-lai Lạt-ma được tấn phong vào ngày 22 tháng 2 năm 1940 tại Lhasa, thủ đô của Tây Tạng, chính thức là người lãnh đạo chính trị và tôn giáo cho 6 triệu người.
Khi Đạt-lai Lạt-ma thứ 13 viên tịch vào năm 1935, chính phủ Tây Tạng gặp khủng hoảng trong việc tìm kiếm một người thừa kế. Năm 1935, vị nhiếp chính đi đến hồ thiêng Lhamo Lhatso ở Chokhorgyal, khoảng 90 dặm từ thủ đô Lhasa. Theo truyền thống của Tây Tạng, người ta có thể nhìn thấy mọi việc ở tương lai từ hồ linh thiêng này. Lúc bấy giờ vị nhiếp chính thấy ba chữ Tây Tạng Ah, Ka và Ma hiện lên giữa mặt nước trong vắt của hồ thiêng, theo sau ba mẫu tự này là bức tranh của một ngôi chùa ba tầng với mái ngói màu xanh lục và một căn nhà có chiếc máng xối kỳ lạ.
Năm 1937, chính phủ Tây Tạng đã gởi những hình ảnh thiêng liêng ấy từ hồ thiêng đến các tỉnh thành của Tây Tạng để tìm kiếm nơi tái sinh của Đạt-lại Lạt-ma. Một phái đoàn tìm kiếm tái sanh được thành lập và đi về hướng Đông Bắc Tây Tạng, vị trưởng phái đoàn là Lạt-ma Kewtsang Rinpoche, Tu viện trưởng Tu viện Sera. Khi phái đoàn đến làng Amdo, họ thấy quang cảnh nơi này giống y như hình ảnh đã thấy dưới hồ thiêng. Lobsang Tsewang cải trang thành người trưởng đoàn, Lạt-ma cải trang thành người thị giả và họ vào thăm một căn nhà với chiếc máng xối kỳ lạ. Bấy giờ Lạt-ma Kewtsang có mang một xâu tràng hạt (rosary) của Đạt-lại Lạt-ma thứ 13 và chú bé trong căn nhà ấy đã nhận ra nó và yêu cầu được cầm xem. Lạt-ma Kewtsang hứa sẽ cho nếu chú đoán được ngài là ai. Và chú bé liền trả lời ngay bằng một loại tiếng lóng của địa phương là "Sera aga", nghĩa là "Lạt-ma ở tu viện Sera". Tiếp đó, sư hỏi chú bé vị trưởng đoàn là ai và chú bé đã trả lời đúng, và chú cũng cho biết tên chính xác của người thị giả. Theo sau đó là một loạt trắc nghiệm khác để chú bé chọn lựa những đồ dùng thường ngày của Đạt-lại Lạt-ma thứ 13 và chú bé cũng nhận ra tất cả và nói: "của tôi, của tôi". Chú bé ấy chính là Đạt-lại Lạt-ma hiện nay.
Từ những kết quả của cuộc kiểm tra này giúp họ đoán chắc rằng họ đã tìm ra hóa thân mới và niềm tin của họ càng được vững mạnh thêm bởi những ý nghĩa từ ba mẫu tự Tây Tạng đã từng thấy dưới hồ thiêng: Ah là hàm nghĩa cho tỉnh Lhasa, nơi chú bé chào đời, Ka là chỉ cho Tu viện Kumbum, một ngôi Tu viện lớn nhất với ba tầng gần nhà của chú bé và Ma là ám chỉ cho ngôi tu viện Karma Rolpai Dorje ở trên ngọn núi của ngôi làng gần bên. Cuối cùng phái đoàn quyết định chú bé ấy là hậu thân của vị Đạt-lại Lạt-ma thứ 13.
Đạt-lại Lạt-ma bắt đầu sự nghiệp học vấn của mình vào năm 6 tuổi và hoàn tất học vị cao nhất của Phật giáo Tây Tạng là Geshe Lharampa, tương đương với Tiến sĩ triết học Phật giáo (Doctorate of Buddhist Philosophy) ở tuổi 25 vào năm 1959. Năm 24 tuổi, Sư đã tham dự kỳ thi đầu tiên tại các đại học Phật giáo Drepung, Sera và Ganden. Kỳ thi cuối cùng được tổ chức tại Jokhang, thủ đô Lhasa trong thời gian lễ hội Monlam, tháng giêng theo lịch Tây Tạng.
Trước đó Sư phải học tất cả các môn học chính như Luận lý (logic) văn hóa và nghệ thuật Tây Tạng (Culture & Tibetan Art), Phạn ngữ (sanskrit), Y học (medicine), Triết học Phật giáo (Buddhist philosophy). Riêng môn Phật học này là khó nhất, được chia ra làm năm phần là Bát-nhã-ba-la-mật-đa (sa. prajñāpāramitā), Trung quán (sa. mādhyamika), Giới luật (sa. vinaya), A-tì-đạt-ma và Lượng học (sa. pramāṇa). Và các môn học phụ khác là: biện luận (dialetics), thi ca (poetry), âm nhạc (music) và kịch nghệ (drama), thiên văn (astrology), văn phạm (metre and phrasing).
Vào ngày 17 tháng 11 năm 1950, Đạt-lại Lạt-ma 14 đảm nhận trọng trách là người lãnh đạo thế quyền của chính phủ vùng Tây Tạng (head of the State and Government) sau khi có khoảng 80.000 quân lính của Trung Quốc tấn công vào Tây Tạng.
Năm 1954, Sư đã đến Bắc Kinh để thương thuyết hòa bình với chủ tịch Mao Trạch Đông và những nhà lãnh đạo Trung Hoa khác, gồm Chu Ân Lai và Đặng Tiểu Bình. Tuy nhiên, các cuộc đàm phán trong chuyến đi này không mang lại kết quả.
Cuối thập niên 50, tại miền Đông Tây Tạng, nhiều người đã đứng lên phản đối chính quyền Trung Quốc. Phong trào phản đối này đã lan ra trên nhiều tỉnh thành của Tây Tạng. Vào ngày 10 tháng 3 năm 1959, một cuộc biểu tình lớn nhất trong lịch sử Tây Tạng tại thủ đô Lhasa để kêu gọi binh lính Trung Quốc phải rút khỏi Tây Tạng và để cho Tây Tạng trở thành một quốc gia độc lập. Cuộc biểu tình này đã bị quân đội Trung Quốc trấn áp quyết liệt. Trong thời kì Đại nhảy vọt, đã có khoảng 200.000 đến 1 triệu người Tây Tạng chết do nạn đói và khoảng 6 nghìn chùa chiền bị phá hủy tại vùng đất này.
Để tránh sự truy bắt của chính quyền Trung Quốc, 80.000 người dân Tây Tạng cùng với Đạt-lại Lạt-ma 14 vượt qua dãy Hy Mã Lạp Sơn đến tị nạn tại miền bắc Ấn Độ vào năm 1959. Thời điểm đó trên thế giới ít người biết và để ý đến tình hình xảy ra ở Tây Tạng và Dalai Lama. Ấn Độ có tranh chấp với Trung Quốc về vấn đề biên giới, vì vậy họ không muốn làm tình hình căng thẳng thêm, nên cũng chẳng tha thiết giúp đỡ đoàn người tỵ nạn đến từ Tây Tạng.
Ngày nay, với hơn 120.000 người Tây Tạng lưu trú tại vùng đất Dharamsala, Ấn Độ, được biết như là một "Lhasa nhỏ", lập thành một chính quyền lưu vong Tây Tạng với một Hội đồng Dân cử Tây Tạng vào năm 1960.
Trong những năm đầu lưu vong, Đạt-lại Lạt-ma đã kêu gọi Hoa Kỳ lên tiếng về vấn đề của Tây Tạng, kết quả ba quyết nghị đã được thông qua tại Hội đồng Lập Pháp của Hoa Kỳ vào năm 1959, 1961 và 1965, kêu gọi nhà cầm quyền Bắc Kinh phải tôn trọng nhân quyền của người Tây Tạng và ước muốn tự trị của họ. Với việc thành lập một chính phủ lưu vong Tây Tạng, Đạt-lại Lạt-ma thấy rằng công việc khẩn cấp phải làm là giúp dân tị nạn và nền văn hóa của Tây Tạng. Các lĩnh vực nông nghiệp, kinh tế, văn hóa, giáo dục đã dần được tái hoạt động tại Ấn Độ. Trẻ em Tây Tạng được đi học và một Đại học Tây Tạng được thành lập tại Ấn Độ. Có khoảng 200 tu viện Tây Tạng được xây dựng tại Ấn Độ để tăng chúng tu học, duy trì và bảo vệ văn hóa và tôn giáo của Tây Tạng.
Năm 1963, Đạt-lại Lạt-ma đã ban hành một hiến pháp dân chủ (democratic constitution) hoàn toàn dựa trên giới luật của nhà Phật và bản Hiến chương Nhân quyền của Liên Hợp Quốc để biên soạn và chuẩn bị cho một mô hình đất nước Tây Tạng tự do ở tương lai.
Năm 1965, Sư đến tham dự đại lễ Phật Đản tại Ấn Độ, đã gặp được Thủ tướng Ấn Độ Jawaharlal Nehru và Chu Ân Lai, đàm phán về vấn đề của Tây Tạng.
Ngày nay, thành viên của quốc hội Tây Tạng sẽ được bầu cử bởi dân chúng. Hội đồng nội các được bầu cử bởi quốc hội. Đạt-lại Lạt-ma nhấn mạnh rằng nhiệm vụ chính của chính quyền Tây Tạng là chăm lo cho đời sống người dân và Sư cũng nói thêm, khi Tây Tạng giành lại nền độc lập, Sư sẽ không còn ngồi ở văn phòng chính phủ nữa.
Năm 1987, Đạt-lại Lạt-ma tham dự một hội nghị nhân quyền tại thủ đô Washington, Hoa Kỳ. Sư đề xuất một Chương trình Hòa bình Năm điểm bao gồm:
1. Biến Tây Tạng thành một khu vực hòa bình;
2. Chấm dứt việc di dân Trung Hoa đang đe dọa sự tồn tại của dân tộc Tây Tạng;
3. Tôn trọng các quyền dân chủ, tự do và quyền làm người của dân Tây Tạng;
4. Phục hồi và bảo vệ môi sinh của Tây Tạng và chấm dứt việc sử dụng đất Tây Tạng để sản xuất vũ khí nguyên tử và bỏ đồ phế thải nguyên tử;
5. Khởi sự thương thảo ngay về quy chế tương lai của Tây Tạng và bang giao giữa Tây Tạng với Trung Hoa.

Ngày 15 tháng 6 năm 1988 tại Strasbourg, Pháp, Sư nhắc lại Chương trình Hòa bình Năm điểm và yêu cầu nhà cầm quyền Bắc Kinh trao trả lại nền độc lập cho Tây Tạng. Ngày 9 tháng 10 năm 1991, trong khi phát biểu tại Đại học Yale, Hoa Kỳ, Sư bày tỏ ý định muốn trở về thăm Tây Tạng để đích thân đánh giá tình hình chính trị nơi ấy. Sư nói: Tôi thật sự lo lắng vì tình cảnh bạo động có lẽ sẽ bùng nổ. Tôi muốn làm cái gì đó để chặn đứng lại... chuyến viếng thăm của tôi sẽ là một cơ hội mới để làm tăng thêm sự cảm thông và tạo ra một nền tảng để giải quyết.
Đạt-lại Lạt-ma 14 thường nói rằng: Tôi chỉ là một tu sĩ Phật giáo bình thường, không hơn, không kém (I am just a simple Buddhist monk - no more, no less). Sống trong một tịnh thất nhỏ ở Dharamsala, Sư thức dậy vào lúc 4 giờ sáng, ngồi thiền, rồi tiếp tục làm việc theo thời khóa biểu của văn phòng chính phủ, tiếp khách và diễn giảng giáo lý cho các khóa tu hoặc chứng minh các đại lễ.

## Hoạt động chính trị

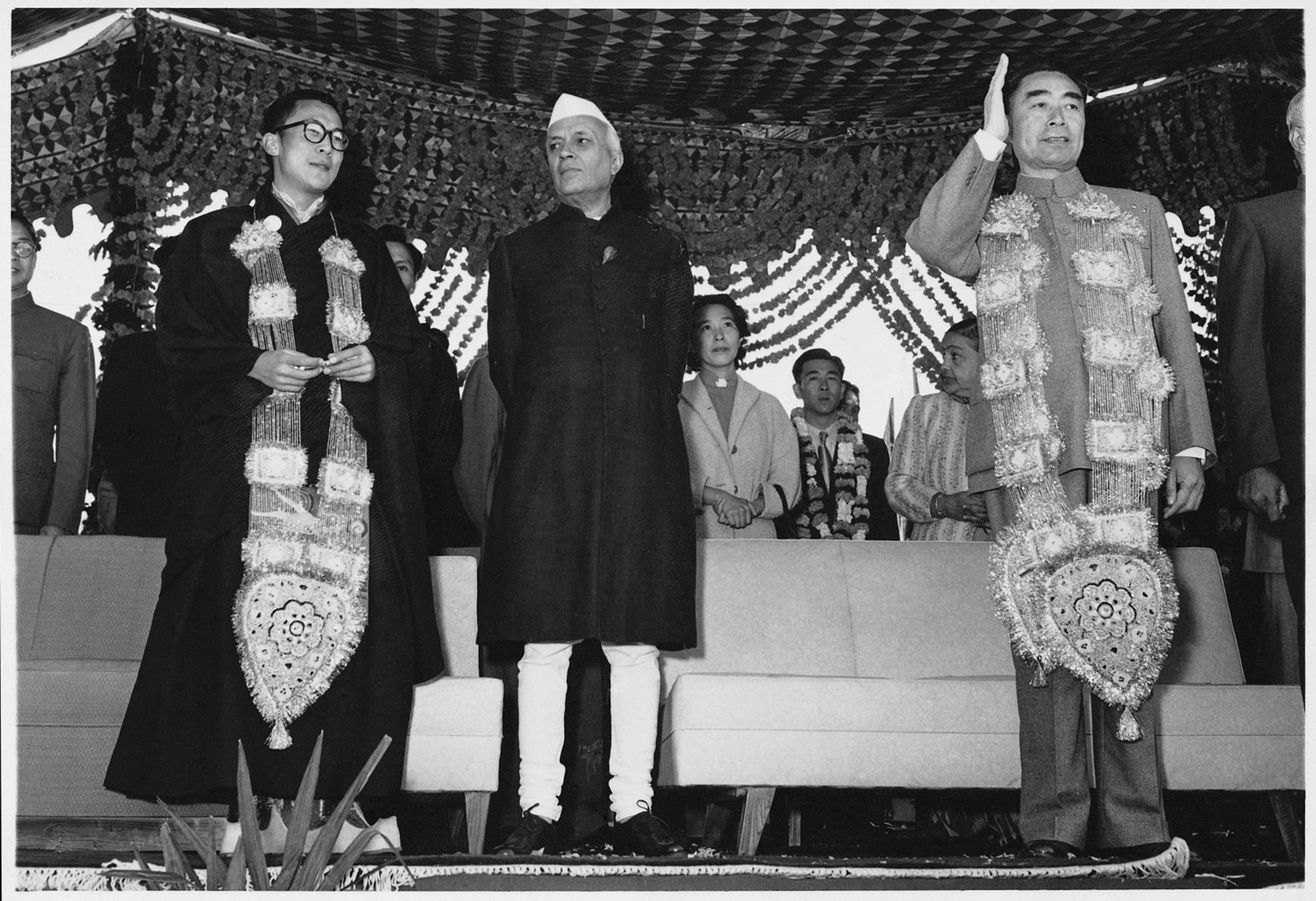
Đạt Lai Lạt Ma thứ 14, Jawaharlal Nehru, Chu Ân Lai tại Ấn Độ, 1956

### Người Tây Tạng bầu giới lãnh đạo
Đạt Lai Lạt Ma khuyến khích người Tây Tạng lưu vong hãy đi theo hệ thống dân chủ để bầu lên một nhà lãnh đạo, nói rằng đó là điều thiết yếu để theo kịp thế giới rộng lớn hơn và để bảo đảm sự liên tục của chính phủ của họ.
Trong một đoạn phim được chiếu cho hàng trăm nhà sư, ni cô và người thường tại thành phố Dharamsala núi non ở phía Bắc Ấn Độ vào chiều tối thứ Bảy, 20 tháng 6 năm 2009 nhà lãnh đạo nói hiện giờ không còn cần thiết phải đè nặng vai trò lãnh đạo tinh thần và chính trị lên một người.
"Các vị Đạt Lai Lạt Ma đã giữ vai trò lãnh đạo thế tục và tinh thần từ 400 năm đến 500 năm qua. Điều đó có thể hầu như hữu ích. Nhưng thời kỳ đó đã qua," Đạt Lai Lạt Ma nói trong đoạn phim, theo một biên bản đã được dịch cho giới báo chí. "Ngày nay, đối với toàn thể thế giới, rõ ràng nền dân chủ là hệ thống tốt nhất mặc dù có những khiếm khuyết nhỏ. Đó là lý do tại sao người Tây Tạng cũng phải chuyển động cùng với cộng đồng thế giới rộng lớn hơn," ngài nói.
Trước đây Đạt Lai Lạt Ma đã đề nghị tùy người Tây Tạng quyết định về việc muốn duy trì định chế tinh thần sau khi ngài chết hay không, và có thể tổ chức một cuộc bầu cử trong số những người Tây Tạng ở nước ngoài. Đạt Lai Lạt Ma cũng có thể tự mình lựa chọn một người kế nghiệp từ các thành viên của chính phủ lưu vong của ngài, hoặc một hội đồng các lạt ma cao cấp sẽ chọn một người nào đó trong hàng ngũ của họ, loại bỏ sự thần bí của tiến trình lựa chọn truyền thống.
"Khi chúng ta đặt hết trách nhiệm vào con người của vị Đạt Lai Lạt Ma, đó là điều nguy hiểm. Nên có một nhà lãnh đạo được bầu lên một cách dân chủ để cầm đầu một phong trào của dân chúng," ngài nói. "Trong thực tế, một sự thay đổi đang diễn ra về trách nhiệm của vị Đạt Lai Lạt Ma trong tư cách một lãnh tụ thế tục và tinh thần. Theo tôi, điều này rất tốt. Một nhà lãnh đạo tôn giáo phải đảm nhận cả vai trò lãnh đạo chính trị, thời kỳ đó đã qua rồi," ngài nói.
Việc kế nghiệp Đức Đạt Lai Lạt Ma là một vấn đề tế nhị khi ngài ngày càng lớn tuổi và sức khỏe suy giảm. Nhiều người Tây Tạng sợ rằng cái chết của Đức Đạt Lai Lạt Ma, người đã sống lưu vong tại Ấn Độ kể từ khi trốn thoát một cuộc nổi dậy bất thành chống chế độ Trung Quốc vào năm 1959, có thể tạo ra một khoảng trống lãnh đạo mà Bắc Kinh có thể lợi dụng để siết chặt nắm tay của họ. Người Tây Tạng lưu vong đã bầu vị thủ tướng đầu tiên của họ vào năm 2001.
Vị thủ tướng lúc này, ông Samdhong Rinpoche, một nhà sư Tây Tạng và là một học giả Phật giáo, đã phục vụ hai nhiệm kỳ, và Đức Đạt Lai Lạt Ma thường nói ngài ở trong tình trạng "nửa về hưu" trong tư cách một lãnh tụ tinh thần, khi yêu cầu ông Rinpoche cầm đầu trong việc giao tiếp với người Tây Tạng. "Với cuộc bầu cử diễn ra mỗi năm năm, bất kể vị Đạt Lai Lạt Ma có đó hay không, hệ thống chính trị lưu vong sẽ vẫn an toàn, ổn định và có thể tồn tại lâu dài," ngài nói trong đoạn phim được phát ngày 20/6.

### Hợp tác toàn cầu trong cuộc khủng hoảng kinh tế
Ngày 2 tháng 8 năm 2009, Đạt-lại Lạt-ma kêu gọi có sự hợp tác toàn cầu để chống lại các hậu quả của cuộc khủng hoảng kinh tế và tuyên bố rằng cuộc khủng hoảng kinh tế toàn cầu cho thấy rằng "trái đất của chúng ta quả thật là nhỏ" và kêu gọi các nước hãy có hành động kết hợp. Tuyên bố trước một hội nghị về khủng hoảng kinh tế được tổ chức tại Frankfurt, thường được mô tả là thủ đô tài chánh của nước Đức, Đạt-lại Lạt-ma nhấn mạnh tiếp, "Chúng ta cần phải suy nghĩ chung cho toàn cầu." Ông cũng tiếp thêm rằng chúng ta cần các biện pháp khẩn cấp để đối phó với tình trạng ấm toàn cầu và xóa sự cách biệt giữa người giàu và kẻ nghèo. Lên tiếng trước một cử tọa đông đến nhiều ngàn người tập trung tại một sân bóng tròn, Đạt-lại Lạt-ma nhấn mạnh rằng, "Chúng ta không cần chỉ nói hay, mà trái lại chúng ta cần phải có hành động." Từ khi bỏ quê hương chạy đi lánh nạn năm 1959, vị lãnh đạo tinh thần này đã tham gia vào hội nghị về cuộc khủng hoảng kinh tế toàn cầu này do một số nhóm đứng ra tổ chức, trong đó có hội Phật giáo Đức.

### Chuyến đi đến Arunachal Pradesh
Ngày 5 tháng 11 năm 2009, Ấn Độ ban hành một lệnh có hiệu quả cấm các nhà báo ngoại quốc tường thuật chuyến đi hiếm hoi của Đạt-lại Lạt-ma 14 tới một chủng viện Phật giáo sát với Tây Tạng, trong một nỗ lực có vẻ nhằm xoa dịu sự giận dữ của Trung Quốc bằng cách giảm bớt việc tường thuật của báo chí về chuyến đi này. Cuộc viếng thăm theo dự tính của Sư vào ngày Chủ Nhật, 8 tháng 11, tới tiểu bang Arunachal Pradesh ở vùng Đông Bắc Ấn Độ - trọng tâm của một cuộc tranh chấp biên giới từ lâu nay giữa Trung Quốc và Ấn Độ – làm gia tăng những căng thẳng vốn đã gay gắt giữa hai cường quốc châu Á.
Người ngoại quốc di chuyển tới tiểu bang núi non hẻo lánh này cần giấy phép đặc biệt của chính phủ Ấn Độ. Hầu hết các nhà báo ngoại quốc đã không nhận được giấy phép để tường thuật chuyến viếng thăm của Đạt-lại Lạt-ma. Ngày 5 tháng 11 năm 2009, bốn nhà báo được cấp phép - kể cả hai nhân viên của thông tấn xã AP - bị thu hồi giấy phép. Một điện thư gởi tới các nhà báo nói chính quyền tiểu bang đã bãi bỏ các giấy phép theo lời yêu cầu của Bộ Ngoại giao. "Chúng tôi kinh ngạc và bất mãn khi biết rằng các giấy phép của các phóng viên để tới Arunachal Pradesh bị hủy bỏ trước khi có cuộc viếng thăm của Đạt Lai Lạt Ma," theo lời chủ tịch Câu lạc bộ Báo chí Ngoại quốc ở Tân Delhi, Heather Timmons. Các nhà báo Ấn Độ được phép tường thuật chuyến đi.
Trung Quốc chống đối phần lớn các hoạt động của Đạt-lại Lạt-ma. Bắc Kinh cáo buộc ngài là tranh đấu để Tây Tạng thoát khỏi nền cai trị của Trung Quốc, mặc dù ngài phủ nhận điều đó. Mặc dù các quan hệ giữa Trung Quốc và Ấn Độ đã cải thiện trong những năm cuối thập niên 2000, những căng thẳng gần đây lại bùng lên vì những kình chống về kinh tế, vụ tranh chấp biên giới vẫn còn âm ỉ và tình trạng bất ổn tại Tây Tạng - vùng Himalaya do Trung Quốc kiểm soát, nằm trên biên giới với Ấn Độ.
Vào đầu tháng 11 năm 2009, Trung Quốc mạnh mẽ chống đối các kế hoạch của Đạt Lai Lạt Ma nhằm trải qua năm ngày tại một chủng viện Phật giáo ở thành phố Tawang gần đường biên giới bị tranh chấp. Trước đó, Đạt Lai Lạt Ma nói Trung Quốc đang chính trị hóa quá đáng những chuyến đi của ngài, và nói thêm rằng những quyết định của ngài về những nơi viếng thăm có tính cách tinh thần, không phải chính trị.
Các tín đồ Phật giáo ngày 8 tháng 11 năm 2009, vui mừng đón tiếp Sư quay trở lại thị trấn ở rặng núi Himalaya nơi ngài lần đầu tiên đặt chân tới năm thập niên trước khi trốn chạy chế độ cộng sản Trung Quốc thống trị Tây Tạng - một cuộc viếng thăm hiếm thấy gần nơi quê nhà khiến Bắc Kinh vô cùng giận dữ. Sự hiện diện của Đạt Lai Lạt Ma hơn đây cũng tạo thêm sự chú ý về cuộc tranh chấp biên giới giữa Ấn Độ và Trung Quốc, cho thấy sự nhạy cảm của Bắc Kinh về vấn đề Tây Tạng và nêu lên câu hỏi là ai sẽ thay thế Đạt Lai Lạt Ma trong vị trí lãnh đạo tinh thần sau này.
Phát ngôn viên Bộ ngoại giao Trung Quốc Mã Triều Húc nói chuyến đi này "một lần nữa cho thấy con người thật của ông ta là chống Trung Quốc". Tuy nhiên, Đạt Lai Lạt Ma nói rằng lời cáo buộc này là vô căn cứ" và ngài chỉ tìm cách khuyến khích các giá trị tôn giáo, hòa bình và hòa hợp. "Cuộc viếng thăm của tôi nơi đây không có tính cách chính trị," ngài nói sau khi vừa đến nơi vào sáng 8 tháng 11.
Đối với dân chúng ở Tawang, cuộc viếng thăm này có vẻ hoàn toàn có tính cách tôn giáo. Hai bên đường trong thị trấn rợp cờ và biểu ngữ chào mừng Đạt Lai Lạt Ma và hàng ngàn người đứng ngoài bầu trời lạnh lẽo gió mạnh để tham gia vào các buổi cầu nguyện và thuyết giảng Phật giáo của ngài. Người hành hương lũ lượt kéo đến nơi này bằng đủ mọi cách, chen chúc nhau trên các xe vận tải hay đi bộ mất mấy ngày trên đường mòn ngoằn ngoèo ở dãy Hymalaya để được nghe tiếng nói của người mà họ cung kính coi là Phật sống. Chính quyền địa phương, có khoảng 25.000 người hiện diện, dựng lên một khu lều cho người hành hương, trong khi các khách khác vào ở nhờ trong các tu viện và nhà khách.
Tawang là nơi sinh sống của bộ lạc Monpa, vốn có mối liên hệ chặt chẽ với thủ phủ Lhasa ở Tây Tạng. Vị Đạt-lại Lạt-ma đời thứ sáu đến từ nơi này hồi thế kỷ 17 và Trung Quốc lo ngại rằng nếu vị Đạt-lại Lạt-ma kế tiếp xuất hiện ở khu vực này thì sẽ ra ngoài sự kiểm soát của Bắc Kinh.

### Chuyến đi tới Liên bang Nga
Năm 1971, ngài đã có chuyến đi lịch sử tới Liên Xô, và được giới chức trách Liên Xô chào đón. Nhưng ngài cũng không phải là người được lòng lúc đó do tư tưởng cộng sản ở Nga thời kì đó. Nhưng vì chia rẽ Trung-Xô thời gian đó rất căng thẳng, nên Lạt Ma tin rằng Nga sẽ đứng ra che chở cho Tây Tạng.
Khi Liên Xô sụp đổ năm 1991, Sư đã đến Nga một năm sau đó. Tại đây, ngài đã được Tổng thống Boris Yeltsin chào đón nồng hậu ở vùng Kavkaz. Tại đây, Đạt Lai Lạt Ma đã yêu cầu Nga "bảo vệ truyền thống Phật giáo" ở Kalmykia, Tuva và Buryatia, đặc biệt sư rất nhấn mạnh đến Kalmykia, khi nhà nước Phật giáo thuộc Nga này lại giáp biên giới hoặc rất gần với các quốc gia Hồi giáo rất cực đoan như Dagestan hoặc Chechnya. Vào năm 2004 và năm 2012, Tổng thống Vladimir Putin đã mời Sư tới Kalmykia, và Sư đã được Tổng thống Putin chăm sóc chu đáo tại đây. Nó đã vấp phải sự phản đối của Cộng hòa Nhân dân Trung Hoa, khi Trung Quốc vẫn cáo buộc Sư là "phần tử khủng bố và ly khai" ở Khu tự trị Tây Tạng.

### Tiếp xúc Đông Tây

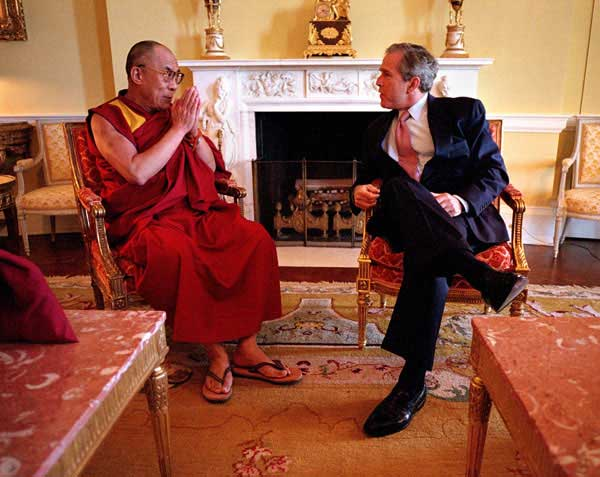
Đạt-lại Lạt-ma đàm luận với tổng thống Bush, 23.05.2001

Từ năm 1967, Đạt-lại Lạt-ma đã khởi hàng loạt chuyến viếng thăm, đến nay đã được 46 quốc gia. Vào mùa thu năm 1991, Sư đến thăm vùng Baltic khi nhận được lời mời của Tổng thống Litva, ông Vytautas Landsbergis, và Sư đã trở thành vị khách ngoại quốc đầu tiên đọc diễn văn tại quốc hội của Litva. Sư đã gặp Giáo hoàng Paul VI tại Vatican vào năm 1973 và Giáo hoàng John Paul II vào năm 1980 tại Roma và các năm khác là 1980, 1982, 1986, 1988 và 1990. Khi viếng thăm một ngôi trường ở Nam Đầu đã bị đất chuồi tiêu hủy trong cơn bão Morakot đầu tháng 8/2009, Tổng thống Đài Loan Mã Anh Cửu bất ngờ công bố chính phủ ông đồng ý cho Đạt Lai Lạt Ma viếng thăm nạn nhân bão, mặc dù điều này có thể khiến Trung Hoa lục địa nổi giận. Bão Morakot làm thiệt mạng 670 người ở Đài Loan. Các viên chức địa phương đã mời Đạt Lai Lạt Ma đến viếng thăm. Hành động này của Đài Loan đã diễn ra trong lúc mối quan hệ giữa Đài Loan và Trung Quốc đang thân thiện hơn.
Đạt-lại Lạt-ma rất quan tâm, dành thời gian tới thăm và có những buổi nói chuyện với cộng đồng người Mỹ gốc Việt.

## Các giải thưởng
Từ chuyến viếng thăm phương Tây đầu tiên của Sư vào năm 1973, một số trường đại học và viện nghiên cứu đã trao tặng Sư những Giải thưởng về Hòa bình và bằng Tiến sĩ danh dự (Honorary Doctorate Degree) để tuyên dương những tác phẩm xuất sắc của Sư viết về triết học Phật giáo, giải pháp cho những xung đột của quốc tế, vấn đề nhân quyền và môi sinh toàn cầu. Trong lần trao giải thưởng cho Đạt-lại Lạt-ma tại Ủy hội Nhân quyền Raoul Wallenberg, dân biểu Mỹ Tom Lantos đã nói:
"sự đấu tranh dũng cảm của Đức Đạt-lại Lạt-ma đã tạo ra một sự chú ý đặc biệt về nhân quyền và hòa bình thế giới. Sự kiên trì đấu tranh của Sư để chấm dứt khổ đau cho dân tộc Tây Tạng qua những cuộc đàm phán hòa bình và hòa giải".
Ủy ban Hòa bình Na Uy quyết định trao tặng Giải thưởng Nobel Hòa bình cho Sư vào năm 1989 sau khi được cả thế giới tán dương và tán thành, ngoại trừ Trung Hoa. Trong quyết định ấy có đoạn viết:
"Ủy ban muốn nhấn mạnh rằng Đức Đạt-lại Lạt-ma với sự đấu tranh cho tự do cho Tây Tạng vẫn kiên quyết không sử dụng bạo lực. Sư đã ủng hộ giải pháp hòa bình dựa trên tinh thần khoan dung và tôn trọng lẫn nhau để bảo vệ lịch sử và tài sản văn hóa của con người.
Vào ngày 10 tháng 12 năm 1989, Đạt-lại Lạt-ma đã tiếp nhận giải thưởng hòa bình trên tinh thần nhân danh những người bị đàn áp ở khắp mọi nơi, tất cả những ai đấu tranh cho tự do và hòa bình thế giới và đặc biệt là nhân dân Tây Tạng. Trong lời phát biểu tại buổi lễ nhận giải, Sư đã nói:
Giải thưởng đã tái xác nhận một lần nữa lòng quyết tâm của chúng tôi rằng chân lý, lòng dũng cảm và quyết tâm của chúng tôi như là những vũ khí, Tây Tạng sẽ được tự do. Cuộc đấu tranh của chúng tôi vẫn phải theo đuổi đường hướng bất bạo động và loại bỏ hận thù (The prize reaffirms our conviction that with truth, courage and determination as our weapons, Tibet will be liberated. Our struggle must remain nonviolent and free of hatred).

## Tác phẩm
Mặc dù bận rộn với nhiều công tác của chính phủ và hoằng Pháp, nhưng Đạt-lại Lạt-ma cũng dành những thời gian nhất định để viết những tác phẩm Phật học, lịch sử, tự truyện... để phổ biến những tinh túy trong giáo lý của Phật Đà. Khởi viết cuốn Đất nước tôi và Nhân dân tôi (My Land and My People) vào năm 1964 sau khi Sư đến tị nạn tại Ấn Độ, tính đến nay đã có trên 50 tác phẩm các loại, do chính ngài tự tay viết hoặc do đệ tử ghi chép những bài giảng của Sư hoặc họ viết về ngài. Đáng chú ý trong số tác phẩm này là:
1. Mở Huệ Nhãn (The opening of the Wisdom eye, xuất bản năm 1972);
2. Phật giáo Tây Tạng (The Buddhism of Tibet, xb năm 1975);
3. Biển của Trí Huệ (Ocean of Wisdom, xb tháng 2 năm 1990);
4. Dalai Lama: Chính sách của Lòng Từ (The Dalai Lama: A Policy of Kindness, xb năm 1990);
5. Tự do nơi lưu đày (Free in Exile, xb năm 1991);
6. Ý nghĩa của cuộc sống (The meaning of Life, xb năm 1992);
7. Tia sáng trong bóng đêm (Flash of Lightning in the Dark of Night, xb năm 1994);
8. Cuộc đối thoại về trách nhiệm chung và giáo dục (Dialogues on Universal Responsibility and Education, xb năm 1995);
9. Sức mạnh của lòng từ bi (The power of compassion, xb năm 1995);
10. Con đường giác ngộ (The Path of Enlightenment, xb năm 1995);
11. Bạo lực và Lòng từ bi-Sức mạnh của Phật giáo (Violence and Compassion/ Power of Buddhism, xb năm 1995);
12. Chữa lành cơn thịnh nộ: Sức mạnh của sự kiên nhẫn từ cách nhìn của Phật tử (Healing Anger: The Power of Patience from a Buddhist Perspective, xb tháng 3 năm 1997);
13. Tứ Diệu Đế (The Four Noble Truths, xb năm 1998);
14. Nghệ thuật hạnh phúc (The art of Happiness, xb năm 1998);
15. Thời luân Đát-đặc-la (KALACHAKRA TANTRA, Xb 1999);
16. Ý Nghĩa cuộc cuộc sống (THE MEANING OF LIFE, Xb 1999);
17. Khoa học Tâm Linh, Cuộc đối thoại Đông-Tây (MIND SCIENCE, An East-West Dialogue, xb 1999);
18. Ngủ, mơ và chết, một cuộc khám phá của Tâm thức (SLEEPING, DREAMING, AND DYING, An Exploration of Consciousness, Xb 1999);
19. Thế giới Phật giáo Tây Tạng, khái quát về triết lý và thực hành (THE WORLD OF TIBETAN BUDDHISM, An Overview of Its Philosophy and Practice, Xb 1999);
20. Đạo Đức Thiên Niên Ki Mới (Ethics for the new millennium, xb tháng 8 năm 1999);
21. Nghệ thuật của Hạnh Phúc: Sổ tay cho cuộc sống (The Art of Happiness: A Handbook for Living, xb tháng 9 năm 1999);
22. Trí Huệ Luận (The Dalai Lama's Book of Wisdom, xb tháng 4 năm 2000);
23. Biến đổi Tâm (Transforming the Mind, xb tháng 5 năm 2000);
24. Các Giai Đoạn của Thiền Định (Stages of Meditation, xb tháng 3 năm 2001);
25. Con Đường dẫn tới cuộc sống đầy ý nghiã (How to Practice: The Way to a Meaningful Life, xb tháng 5 năm 2001)
26. Tâm hồn rộng mở: Thực Hành Từ bi trong cuộc sống hàng ngày (An Open Heart: Practicing Compassion in Everyday Life, xb tháng 9 năm 2001);
27. Luận về Từ Bi và Bác Ái (The Dalai Lama's Book of Love and Compassion, xb tháng 10 năm 2001);
28. Những lời Khuyên của Thích-Ca-Mâu-Ni (Advice from Buddha Shakyamuni, xb tháng 7 năm 2002);
29. Cốt Tủy của Hạnh Phúc: Sách Hướng dẫn cho Cách Sống (The Essence of Happiness: A Guidebook for Living xb tháng 7 năm 2002);
30. Đường Dẫn tới sư Yên Tĩnh: Trí huệ hàng ngày (The Path to Tranquility: Daily Wisdom , xb tháng 8 năm 2002);
31. Tỉnh Thức Luận (The Dalai Lama's Book of Awakening, xb tháng 2 năm 2003);
32. Nghệ thuật của Hạnh Phúc trong Công Việc (The Art of Happiness at Work, xb tháng 8 năm 2005);
33. Vũ Trụ Trong Một Nguyên Tử: Sự Hội Tụ của Khoa Học và Tâm Linh (The Universe in a Single Atom: The Convergence of Science and Spirituality, xb tháng 9 năm 2005);
34. Để Thấy được Thực Sự Chính Mình (How to See Yourself As You Really Are, xb tháng 12 năm 2006);

## Đánh giá
Ngày nay Tenzin Gyatso được coi là một biểu tượng hòa bình, một tấm gương đạo cao đức trọng nhưng trên thực tế ông từng là lãnh đạo một xã hội lạc hậu với chế độ nông nô Trung cổ và từng chống lại những cải cách xã hội của người cộng sản nhằm giải phóng nông nô, xóa bỏ các tàn dư Trung cổ để hiện đại hóa Tây Tạng.
Như sự miêu tả của giáo sư Eric Sharpe thánh nhân là người suốt đời chú trọng đến việc mang lại an lạc cho con người và cuộc đời. Trong khi theo đuổi lý tưởng ấy, họ thường phải hứng chịu những trở ngại, đau đớn hoặc nguy hiểm đến sinh mạng. Đạt-lại Lạt-ma thứ 14 đã hiện thân cho những gì đã được miêu tả ấy. Tuy nhiên, theo các nhà phân tích, sự xuất hiện của ngài như là một định mệnh, đã thừa kế tước vị Đạt-lại Lạt-ma ở trong một giai đoạn bấp bênh nhất trong toàn bộ lịch sử cao quý này. Hiện nay, vẫn trong thân phận người tị nạn lưu vong, tuy nhiên, Sư rất lạc quan và hy vọng cho tương lai độc lập và tự do cho thế giới và xứ sở của Sư như lời Sư đã nhắc tới trong bức Thông Điệp 2000:
"Thế kỷ 20 đầy xung đột và chiến tranh. Từng bước, chúng ta bảo đảm thế kỷ tới sẽ có đặc tính bất bạo động và đối thoại, là điều kiện tiên quyết để cùng hiện hữu bên nhau trong hòa bình".
"Xã hội nào cũng có những khác biệt và xung đột. Tuy vậy, chúng ta cần phát triển niềm tin tưởng rằng: đối thoại và tình bạn là một đường lối chính chắn để tránh bạo động. Trước thiên kỷ mới, điều mọi người cần thực hiện là tăng cường tinh thần trách nhiệm đối với quốc tế".

## Danh ngôn
- Nếu một khó khăn có thể sửa chữa được, nếu một tình huống mà bạn có thể làm cái gì đó cho nó, thì không cần thiết để lo lắng. (nhưng) Nếu nó không còn sửa chữa được, thì cũng không lợi chi trong việc lo lắng.
- Theo quan điểm Phật giáo thì quan hệ giữa nam với nam, giữa nữ với nữ là những hành vi tình dục sai trái. Còn theo quan điểm của xã hội, quan hệ đồng giới mà có sự đồng tình của cả hai người thì có thể có lợi, mang đến niềm vui cho nhau, và vô hại.
- Hạnh phúc không phải là thứ có sẵn, nó đến từ chính hành động của bạn.
- Nếu bạn có khả năng, hãy giúp đỡ kẻ khác. Nếu không làm được vậy thì ít nhất đừng hại họ.
- Tín ngưỡng của tôi rất đơn giản, tín ngưỡng của tôi là lòng tốt.
- Không cần có các chùa chiền, không cần các triết lý cao siêu. Tim và óc của tôi là các chùa chiền; triết lý của tôi là lòng tốt.

## Xin lỗi trước truyền thông
Ngày 10/4/2023, Đạt-lại Lạt-ma 14 đã có lời xin lỗi trên Twitter sau khi đoạn phim cho thấy ông yêu cầu một cậu bé "mút lưỡi" tại một sự kiện công cộng. Đoạn video có 1 triệu lượt xem trên Twitter, cũng cho thấy người đoạt giải Nobel hòa bình dường như hôn lên môi cậu bé trước sự chứng kiến của những khán giả đang vỗ tay và cười, trong khi một người đàn ông ghi lại khoảnh khắc trên điện thoại.
Thông báo trên Twitter cho biết Đạt-lại Lạt-ma "thường chọc ghẹo những người mà ngài gặp một cách hồn nhiên và bông đùa, ngay cả ở nơi công cộng và trước máy quay. Ngài lấy làm tiếc về vụ việc" và "Đạt-lại Lạt-ma muốn gửi lời xin lỗi đến cậu bé và gia đình cậu, cũng như nhiều bạn bè của cậu trên khắp thế giới, vì những tổn thương mà lời nói của ông có thể đã gây ra."